# Grand Prix Castellón
Le Grand Prix Castellón (officiellement en espagnol : Gran Premio Castellón-Ruta de la Cerámica) est une course cycliste espagnole disputée dans la Province de Castellón. Créée en 2024, l'épreuve fait partie de l'UCI Europe Tour en catégorie 1.1. 
La course a lieu en janvier et est l'une des premières courses cyclistes sur route de la saison en Europe. Le parcours est tracé à travers la province de Castellón, sur la côte méditerranéenne espagnole, commençant à Castellón de la Plana et se terminant dans la Sierra d'Espadan.

## Palmarès
| Année | Vainqueur        | Deuxième         | Troisième           |
| ----- | ---------------- | ---------------- | ------------------- |
| 2024  | Michael Matthews | Pierre Gautherat | Alex Aranburu       |
| 2025  | António Morgado  | Eric Fagúndez    | Clément Champoussin |